# Chernýshkovski
Chernýshkovski (ruso: Черны́шковский) es un asentamiento de tipo urbano de Rusia, capital del raión homónimo en la óblast de Volgogrado.
En 2021, el territorio del asentamiento tenía una población de 4126 habitantes, de los que 3565 vivían en el propio asentamiento y el resto en cuatro pedanías: los jutorá de Volotski, Nízhniaya Verbovka y Yarskói y el poblado ferroviario de Párshino.
Se ubica sobre la carretera R260, a medio camino entre Surovíkino y Morózovsk. El río Tsimlá atraviesa el casco urbano del asentamiento.

## Historia
Se conoce la existencia de la localidad desde las primeras décadas del siglo XIX, cuando era un pequeño jútor en la óblast del Voisko del Don. Al finalizar el siglo tenía poco más de doscientos habitantes. Se desarrolló notablemente como poblado ferroviario a partir de 1900, cuando se abrió aquí una estación en la línea de ferrocarril de Tsaritsyn a Kámenskaya. En 1910 se construyó la iglesia del poblado. Adoptó el estatus de capital de raión en 1935, cuando el área formaba parte del krai de Stalingrado. En 1966 adoptó el estatus de asentamiento de tipo urbano.